# Bismark Boateng
Bismark Boateng, född 15 mars 1992, är en friidrottare från Kanada. Han deltog vid olympiska sommarspelen 2020.